# جوش سبينس
جوش سبينس (بالإنجليزية: Josh Spence)‏ هو لاعب كرة قاعدة أسترالي، ولد في 22 يناير 1988 في غيلونغ في أستراليا.

## وصلات خارجية
- جوش سبينس على موقع دوري كرة القاعدة الرئيسي (الإنجليزية)
- جوش سبينس على موقعبيزبول رفرنس.كوم (الدوري الرئيسي) (الإنجليزية)
- جوش سبينس على موقعبيزبول رفرنس.كوم (الدوري الثانوي) (الإنجليزية)
- جوش سبينس على موقع إي إس بي إن.كوم (أم.أل.بي) (الإنجليزية)
- جوش سبينس على موقع مشجعي الرسوم البيانية (الإنجليزية)